# 9590 Hyria
9590 Hyria eller 1991 DK1 är en trojansk asteroid i Jupiters lagrangepunkt L4. Den upptäcktes 21 februari 1991 av Spacewatch vid Kitt Peak-observatoriet. Den är uppkallad efter Hyria i den grekiska mytologin.